# 런닝맨 (2013년 영화)
《런닝맨》은 2013년 개봉된 대한민국의 액션 스릴러 영화이다. 또한 대한민국 영화 역사상 최초로 20세기 폭스가 제작 투자하여 개봉한 첫 작품이다.

## 줄거리
힌떼 도망실력이라면 타의 추종을 불허하는 잡범이었지만 지금은 낮에는 카센터 직원으로 밤에는 콜기사로 일하는 남자 차종우. 가족이라고는 고교시절 사고쳐서 얻은 18살차 아들 기혁이 전부. 하지만 기혁과의 관계는 말이 좋아서 부자지간이지 실상은 서로의 인생을 갈라놓고 사는 콩가루 집안이며 학교에서 아들이 사고를 쳤다는 전화가 걸려와도 눈하나 깜빡않고 교칙대로 처리하라고 할 정도. 그러던 어느날, 콜기사로 일하던 그는 모든 계산을 수표로 하는 한 양복쟁이를 만나게 된다. 좀 짜증나긴 했지만 그를 대박손님이라 여기며 시키는대로 운전해주고 있는데 목적지에 다왔는데도 손님이 내리지 않았다. 자세히 보니 그는 이미 피를 흘린채 죽어있었다.
하루아침에 살인범이 되어 경찰들에게 쫓기던 종우는 이젠 정체모를 조직의 협박까지 받게된다. 게다가 하나뿐인 아들 기혁에게마저 의심을 사게 된 그는 잡범시절 쌓아온 도망실력을 발휘해 추격을 따돌리는 한편 기지를 발휘해 자신에게 누명을 씌운 자의 정체를 알아가기 시작한다. 그리고 아빠가 누명을 쓰고 쫓기고 있다는걸 알게 된 기혁 또한 문제의 사건의 담당형사인 안상기와 경찰서를 기웃거리는 여기자 박선영과 함께 진범을 추적하기 시작한다.

## 캐스팅
- 신하균 - 차종우 역
- 이민호 - 차기혁 역
- 김상호 - 안상기 반장 역
- 조은지 - 박선영 기자 역
- 오정세 - 장도식 역
- 주현 - 문 목사 역
- 김의성 - 김호 부장 역
- 정석용 - 정석용 경찰서장 역
- 남경읍 - 리차드마 역
- 원웅재 - 최 형사 역
- 정민성 - 최 기자 역
- 조운 - 다크남 역
- 김태훈 - 미 대사관 직원 역
- 한수연 - 김가연 역
- 권범택 - 홍성훈 박사 역
- 공윤찬 - 스킨쉽 커플남 역
- 한승현 - 호텔 보안실 직원 1 역
- 기세형 - 요원 4 역
- 박성일 - 기혁 담임 역
- 김수환 - 형사 1 역
- 정기섭 - 형사2 역
- 김두봉 - 형사 3 역
- 박국선 - 카센터 차주녀 역
- 염동헌 - 취객 역 (특별출연)
- 박상욱 - 턱수염 역 (특별출연)